# Autoroute A3 (Chypre)
Pour les articles homonymes, voir A3 et Autoroute A3.
L'autoroute A3 (grec moderne : αυτοκινητόδρομος Α3/Aftokinitodromos A3 ; turc : otoyol A3) est une autoroute chypriote reliant Larnaca à Ayia Napa.

## Tracé
- : Aéroport de Larnaca
- : Dromolaxia
- Échangeur entre A3 et A5 : Limassol
- : Larnaca Ouest
- : Larnaca Nord-Ouest
- Échangeur entre A3 et A2 : Nicosie
- : Larnaca Nord, Aradippou
- : Larnaca Est, Livadia
- : Oroklini
- : Larnaca, Pýla Sud-Ouest
- : Pyla Sud
- : Dhekelia, Agios Nikolaos
- : Ormideia Ouest
- : Ormideia Sud
- : Xylofagou Ouest
- : Xylofagou Est
- : Liopetri, Frenaros (en)
- : Sotira
- : Ayia Napa Ouest
- : Ayia Napa Nord